# Det Jyske Musikkonservatorium
Det Jyske Musikkonservatorium er en uddannelsesinstitution under Kulturministeriet beliggende i Aarhus og Aalborg, som varetager uddannelse af udøvende musikere og musikpædagoger på højeste niveau. Institutionen har desuden til formål at bidrage til fremme af musikkulturen i Danmark, hvilket blandt andet sker i form af kunstnerisk og pædagogisk udviklingsarbejde og forskning indenfor det musikalske område.
Konservatoriet blev grundlagt i Aarhus i 1927 af violinisten Johan Nilsson, der drev det på privat basis til 1932. Herefter blev det drevet af lærerstaben til det i 1944 blev en selvejende institution, der ledes af en bestyrelse. Det huser uddannelser indenfor bl.a. klassisk, rytmisk og elektronisk musik. Med over 350 studerende er det Danmarks næststørste konservatorium og det genremæssigt mest alsidige.
I sommeren 2007 blev konservatoriets aktiviteter samlet under ét tag i Musikhuset Aarhus, der udover undervisningsfaciliteterne blev udbygget med en symfonisk sal, en rytmisk sal og en kammermusiksal.
I 2010 blev Nordjysk Musikkonservatorium lagt ind under Det Jyske Musikkonservatorium, Aalborg. Konservatoriet havde fra 2010 til 2013 lokaler i den gamle Ryesgades Skole. Den 1. august 2013 flyttede konservatoriet fra Ryesgade til det nybyggede Musikkens Hus på havnefronten.